# Rugetu (gmina Mihăești)
Rugetu – wieś w Rumunii, w okręgu Vâlcea, w gminie Mihăești. W 2011 roku liczyła 247 mieszkańców.